# Dionchus
Dionchus is een geslacht van platwormen (Platyhelminthes) uit de familie Dionchidae. De wetenschappelijke naam van het geslacht werd voor het eerst geldig gepubliceerd in 1899 door Seitaro Goto. Dionchus is het enige geslacht in de familie Dionchidae.
Seitaro Goto beschreef tevens de eerste soort, Dionchus agassizi, genoemd naar professor Alexander Agassiz.
Dit zijn ectoparasieten van vissen, waaronder horsmakrelen (Carangidae), remoras of zuigbaarzen (Echeneidae) en cobia's (Rachycentridae). Ze leggen hun eitjes op de kieuwen van de vissen. De larven (oncomiracidia) zijn mobiel en kunnen van een zuigbaars die zich vastzuigt aan een grotere vis zoals een haai, overgaan op de huid van die haai en nadien andere zuigbaarzen infecteren.

## Soorten[3]
- Dionchus agassizi Goto, 1899
- Dionchus bychowskyi Timofeeva, 1989
- Dionchus johnstoni Gupta & Sharma, 1989
- Dionchus major Egorova, 2000
- Dionchus minor Timofeeva, 1989
- Dionchus nagibinae Timofeeva, 1989
- Dionchus orientalis Timofeeva, 1989
- Dionchus paruchini Egorova, 2000
- Dionchus rachycentris Hargis, 1955
- Dionchus rauschi Gupta & Sharma, 1989
- Dionchus remorae (MacCallum, 1916) Price, 1938
- Dionchus sinensis Timofeeva, 1989
- Dionchus trachuri Egorova, 2000